# Synanthedon caeruleifascia
Synanthedon caeruleifascia is een vlinder uit de familie wespvlinders (Sesiidae), onderfamilie Sesiinae.
Synanthedon caeruleifascia is voor het eerst wetenschappelijk beschreven door Rothschild in 1911. De soort komt voor in het Neotropisch gebied.